# Erich Schaedler
Erich Schaedler (* 6. August 1949 in Biggar, South Lanarkshire; † 24. Dezember 1985 in den Scottish Borders) war ein schottischer Fußballspieler mit deutschen Wurzeln, der in der Abwehr agierte.

## Vater
Sein gleichnamiger Vater hatte in den 1930er Jahren für Borussia Mönchengladbach gespielt und war während des Zweiten Weltkriegs in britische Gefangenschaft geraten, die ihn in ein Kriegsgefangenenlager nach Douglas, South Lanarkshire, führte. Dort lernte er eine junge Frau aus dem benachbarten Ort Biggar kennen und heiratete sie. Das Paar ließ sich im benachbarten Peebles nieder.

## Vereine
Erich Peter Schaedler wandelte in den Fußstapfen seines Vaters und begann ebenfalls eine Laufbahn als Fußballspieler; zunächst im Nachwuchsbereich seines Heimatvereins Peebles Rovers und anschließend bei Melbourne Thistle. Seinen ersten Profivertrag erhielt er 1969 bei Stirling Albion. Nach nur 24 Einsätzen für Stirling wurde er vom Erstligisten Hibernian Edinburgh verpflichtet, für den er am 8. Dezember 1969 in einem Freundschaftsspiel gegen Górnik Zabrze debütierte. Mit den Hibs gewann er zweimal in Folge den Drybrough Cup sowie einmal den schottischen Ligapokal. Darüber hinaus wurde er zweimal Vizemeister der schottischen Liga: 1973/74 hinter dem Celtic FC und 1974/75 hinter dem Rangers FC. Schaedler, der der Abwehr zu Stabilität verhalf und einer der maßgeblichen Erfolgsgaranten war, erfreute sich einer hohen Beliebtheit bei den Hibs-Fans.
Umso enttäuschter war die Fanbasis, als er im November 1977 zum Zweitligisten FC Dundee wechselte. Auch bei seinem neuen Arbeitgeber spielte sich Schaedler schnell in die Herzen der Zuschauer und gewann mit der Mannschaft in der Saison 1978/79 die Meisterschaft und somit die Rückkehr ins Fußballoberhaus.
1981 kehrte er zu den Hibs zurück, bei denen er in den folgenden vier Jahren bis zum Ende der Saison 1984/85 unter Vertrag stand. Vor der Saison 1985/86 wechselte er ablösefrei zum FC Dumbarton.

## Nationalmannschaft
Am 27. März 1974 bestritt Schaedler seinen einzigen Länderspieleinsatz für die
schottische Nationalmannschaft ausgerechnet im Heimatland seines Vaters, im Frankfurter Waldstadion, gegen die deutsche Nationalmannschaft, bei der insgesamt acht Spieler mitwirkten, die wenige Monate später das erfolgreiche WM-Finale gegen die Niederlande (2:1) bestreiten sollten. Die Tore zum 2:0-Pausenstand für den Gastgeber erzielten Paul Breitner (per Elfmeter) und der in diesem Stadion heimische Jürgen Grabowski zwischen der 33. und 35. Minute. Den Anschlusstreffer für die Schotten zum 1:2-Endstand erzielte Kenny Dalglish in der 77. Minute.
Schaedler gehörte auch zum schottischen WM-Aufgebot 1974, kam dort allerdings nicht zum Einsatz.

## Todesumstände
Wenige Wochen vor Weihnachten 1985 wurde die Ehe zwischen Erich und seiner Frau geschieden. Am Heiligabend wurde er in seinem VW Passat im Cardrona Forest in den Scottish Borders tot aufgefunden. Todesursache war ein Kopfschuss, den sich Schaedler nach offizieller Version selbst beigebracht haben musste. Diese Begründung wurde von seiner Familie immer wieder angezweifelt. So erklärte sein Bruder John: 

„Ich sehe ein, dass Selbstmord eine Möglichkeit ist. Aber nach meiner Meinung gibt es zu viele unbeantwortete Fragen und es lässt sich nicht ausschließen, dass er durch ein Gewaltverbrechen ums Leben kam. Immerhin wurde er an einer Stelle gefunden, die er nie zuvor aufgesucht hatte, was seltsam ist. Noch seltsamer aber ist die Tatsache, dass sein Auto mit Zweigen und Laub bedeckt war. Warum hätte er in Verbindung mit einem Selbstmord so einen Aufwand betreiben sollen? Außerdem ließ sich kein Hinweis finden, dass in dem Auto ein Schuss abgefeuert wurde. Es gibt noch zu viele Ungereimtheiten. Ein früherer Beamter wollte weitere Ermittlungen aufnehmen, was ihm aber von höherer Stelle untersagt wurde.“

 Ein Vierteljahrhundert später wurde seitens der Polizei noch einmal betont, dass man nicht vorhabe, den Fall neu aufzurollen.

## Erfolge
- Drybrough Cup: 1972 und 1973
- Schottischer Ligapokal: 1973
- Schottischer Vizemeister: 1974 und 1975
- Schottischer Zweitligameister: 1979